# 埃瑟海崖
埃瑟海崖（英語：Esser Bluff），是南極洲的海崖，位於羅斯島，處於格拉齊納海崖東北面2公里，屬於特克斯角嶺的一部分，海拔高度約600米，現時由南極條約體系管理。